# Babiyachaur (Myagdi)
Pour les articles homonymes, voir Babiyachaur.
Babiyachaur (en népalais : बाबियाचौर) est un comité de développement villageois du Népal situé dans le district de Myagdi. Au recensement de 2011, il comptait 3 402 habitants.